# Kumýlzhenskaya
Kumýlzhenskaya (ruso: Кумы́лженская) es un asentamiento rural y stanitsa de Rusia, capital del raión homónimo en la óblast de Volgogrado.
En 2021, el territorio del asentamiento tenía una población de 8866 habitantes, de los cuales 7342 vivían en la propia stanitsa y el resto en 17 pedanías: los jutorá de Glushitsa, Gólovski, Zhukovski, Ilmenevski, Kliuchí, Kolotayevski, Krasnoarmeiski, Kuchurovski, Nikítinski, Oblivski, Potapovski, Rodiónovski, Samóilovski, Sárychevski, Sigáyevski, Siskovski y Chunosovski.
Se ubica unos 3 km al norte de la confluencia de los ríos Kumylga y Jopior, unos 50 km al suroeste de Mijáilovka sobre la carretera 18K-5 que lleva a Mílerovo.

## Historia
Fue fundado en 1613 como una stanitsa por los cosacos del Don, junto a la orilla derecha del río Jopior. Sin embargo, debido a los ataques de bandoleros de la zona, en 1682 se trasladó a una nueva ubicación fortificada aguas abajo del mismo río. En 1722, Pedro I estableció aquí una oficina de correos en la ruta de Moscú a Astracán. Debido al aumento de población que conllevó albergar esta oficina, en 1764 se volvió a trasladar el asentamiento, esta vez junto al río Kumylga, aunque con el tiempo tuvo que desplazarse un poco de esta ubicación debido a las crecidas del río. Al finalizar el siglo XIX, llegó a tener más de seis mil habitantes, pero posteriormente perdió población al quedar fuera de las rutas de ferrocarril.
Formó parte del ókrug del Jopior, dentro de la óblast del Voisko del Don, hasta que en 1921 se integró en la gobernación de Tsaritsyn. En 1926 pasó a formar parte del ókrug de Ust-Medveditskaya. Adoptó el estatus de capital distrital en 1928, cuando se definieron los raiones del krai del Bajo Volga. En 1986 llegó a adoptar el estatus de asentamiento de tipo urbano, pero desde 1992 ha vuelto a considerarse una localidad rural.